# Алтайский цокор
Алтайский цокор (лат. Myospalax myospalax) — вид млекопитающих рода цокоров семейства слепышовых отряда грызунов.

## Внешний вид и строение
Обычно у алтайских цокоров масса тела до 456 г, при средней длине около 26 см. Длина хвоста может быть до 6,5 см. Спина серо-коричневого цвета, редко попадаются чёрно-серые алтайские цокоры. Оставляет выбросы возле нор, высотой до 0,5 метра.

## Распространение
Местом обитания алтайского цокора являются луга и поля, под землёй у цокоров является сложная система нор, в основном это животные-одиночки, но иногда могут селиться по 2—3 особи в одной норе.

## Кариотип
Кариотип состоит из 64 хромосом.

## Образ жизни
Образ жизни похож на образ жизни маньчжурского цокора.

## Размножение
Самка приносит от 2 до 5 детёнышей.